# Nuasjärvi
Le lac Nuasjärvi (finnois : Nuasjärvi) ou Rehja-Nuasjärvi est un lac situé à Kajaani et Sotkamo en  Finlande,.

## Présentation
Le lac a une superficie de 96,44 kilomètres carrés fait partie d'une chaîne de lacs qui s'étend de Ontojärvi à Oulujärvi.
La rivière Kajaaninjoki le déverse vers l'Oulujärvi.
Le large détroit de Rimpilä le relie au lac Rehja qui est au même niveau, qui a son extrémité ouest à Kajaani.
Tous les lacs de Sotkamo, c'est-à-dire le Nuasjärvi, le Sapsojärvi, le Kiantajärvi, le Pirttijärvi-Kaitainjärvi et l'Iso-Kiimanen, sont à l'altitude de 137,9 mètres. De ce fait, ils peuvent être considérés comme différents bassins lacustres du Sotkamonjärvi.
Cependant, la situation est due à la centrale électrique de Koivukoski construite sur la rivière Kajaaninjoki, dont le barrage comprend les lacs énumérés ci-dessus. 
Le niveau du Sotkamonjärvi est réglementé de telle sorte que le niveau d'eau du Nuasjärvi soit réglé entre 136,00 mètres et 138,30 mètres d'altitude.

## Pollution minière
Les eaux usées traitées de la mine de Talvivaara sont rejetées dans le Nuasjärvi depuis le 3 novembre 2015.
Selon une étude publiée par l'université d'Helsinki en 2019, le fond du lac est pollué autour du tuyau de refoulement.